# 加斯帕尔·德科利尼
加斯帕尔·德科利尼（法語發音：[ɡaspaʁ də kɔliɲi]；1519年2月16日—1572年8月24日），法国军人和政治家。他是法国宗教战争时期新教胡格諾派最重要的代表人物之一。
德科利尼生于沙蒂永，是沙蒂永地区的世袭领主。父親為加斯帕爾一世·德科利尼，母親是路易絲·德蒙莫朗西（法國陸軍大元帥安內·蒙莫朗西的妹妹）。
德科利尼在法国国王弗朗索瓦一世和亨利二世统治时代，参加多次反对神聖羅馬皇帝查理五世的战争，在战斗中表现出色。1552年，亨利二世任命德科利尼为法国海军上将。1557年，德科利尼在抗击西班牙国王腓力二世（查理五世皇帝之子）的圣康坦战役中战败被俘，并被押往西班牙。在西班牙的两年监禁生活中，德科利尼与新教胡格諾派教徒发生接触，他赞同那些喀爾文主義的宗教观点，成為信徒。此后他便以胡格諾派信徒的身份活跃于政治舞台之上，十多年後更成為胡格諾派的最高領袖。
在法国国王查理九世在位时期，德科利尼是宫廷中举足轻重的人物，对查理九世有巨大的个人影响。1560年查理九世之母凱薩琳·德·美第奇，怂恿包德科利尼在内的一批胡格諾派領導人，发动政变，推翻把持朝政的吉斯家族（此所谓昂布瓦斯陰謀），结果计划失败，并导致大批胡格諾派人士被捕。然而，德科利尼成功地在1563年与吉斯家族签订的昂布瓦斯和約中为胡格諾派信徒争取到更大的宗教信仰权利。
在法国宗教战争全面爆发后，德科利尼成为胡格諾派主要将领，在1570年缔结结束战争第三阶段的圣日耳曼条约中起了很大作用。他同時與天主教溫和派的表弟弗朗索瓦·蒙莫朗西，組成聯合陣線，希望結束法国宗教战争，並藉由號召全國、打擊宿敵西班牙的行動，團結法國內部的新教、舊教的兩派勢力。（當時西班牙在1571年地中海的勒班陀戰役，大敗原本的地中海霸主奥斯曼帝国，使得西班牙國勢大張，在西、南歐接近霸主的地位）他的主張很快獲得溫和的国王查理九世之賞識，一時間成為宮廷中最有權力的大臣，據說國王還私下稱他為父親。
德科利尼对年轻的国王查理九世的有力影响，很快引起王太后凱瑟琳·德·美第奇的猜忌。1572年8月24日，德科利尼在吉斯公爵亨利策划（太后凱薩琳並未直接參與）的圣巴多罗买大屠杀中遇害。
德科利尼死後，他的女兒路易絲·德科利尼（1555-1620年）於1583年嫁給奧蘭治親王兼荷蘭執政沉默者威廉，並在隔年生下弗雷德里克·亨德里克（在1625年繼承奧蘭治親王兼荷蘭執政）。因此德科利尼不但是沉默者威廉的岳父，也是1689年光榮革命後即位的英格蘭國王威廉三世的外高祖父。